# Piaggio P.180 Avanti
Piaggio P.180 Avanti — итальянский административный самолёт, разработанный и производимый итальянской авиастроительной компанией «Пьяджо Аэро» под руководством Пьеро Феррари, вице-президента автомобилестроительной компании «Феррари». 100 % компании входит в холдинг Mubadala Investment Company.

## Конструкция самолёта
Самолёт выполнен по схеме моноплана с передним горизонтальным стабилизатором, Т-образным хвостовым оперением и силовой установкой с толкающими воздушными винтами. Фюзеляж — ламинарного обтекания. Несмотря на некоторую внешнюю схожесть с аэродинамической схемой «утка», самолёт не относится к этой конфигурации, так как переднее горизонтальное оперение не имеет рулевых поверхностей (рули высоты и направления расположены на хвостовом оперении, элероны — на крыльях, как и в самолётах нормальной аэродинамической схемы). На переднем горизонтальном оперении, однако, расположены закрылки, работающие синхронно с основными закрылками на крыльях.
Выпускается в различных вариантах: административный, лёгкий транспортный, аэрофотосъёмочный, санитарный и т. д.
Самолёт оснащён современными разработками в цифровой системе навигации и управления полётом.

## Список эксплуатантов

### Частные
Piaggio P.180 Avanti использовался чартерными, небольшими федеральными авиалиниями, а также как бизнес-самолёт. Крупнейшим оператором был AvantAir с 56 бортами, который обанкротился в 2013.

### Государственные
Болгария
- ВВС
  - 28 авиаотряд[2]

 Италия
- Военно-воздушные силы — используется 17 Piaggio P.180 Avanti с 1994[3][4]
- Сухопутные войска
- Военно-морские силы[5]
- Карабинеры[6]
- Финансовая гвардия[7]
- Береговая охрана[8]
- Полиция[9]
- Служба охраны лесов[10]
- Служба защиты от пожаров[11]
- ENAV[12]

 Канада
- Королевская конная полиция[13]

 ОАЭ
- Военно-воздушные силы — 2[14]

 Польша
- Санитарная авиация (LPR) — 2[источник не указан 3789 дней]

 Россия
- ФГУП «Госкорпорация по ОрВД» — 1

## Технические данные[15]
- Длина: 14,41 м
- Размах крыла: 14,03 м
- Высота: 3,97 м
- Площадь крыла: 16 м²
- Масса пустого: 3 400 кг
- Максимальная скорость: 732 км/ч
- Крейсерская скорость: 593 км/ч
- Потолок: 12 500 м
- Скороподъёмность: 899 м/мин (на уровне моря)
- Дальность полёта: 2 592 км (на высоте 11 900 м с аэронавигационным запасом)
- Максимальная взлётная масса: 5 239 кг
- Взлётная масса: 5 489 кг
- Коммерческая загрузка: 907 кг
- Полезная загрузка: 1 860 кг
- Нагрузка на крыло: 327 кг/м²
- Тяговооруженность: 0,24 кВт/кг
- Двигатели: 2 × турбовинтовой двигатель Pratt & Whitney Canada PT6A-66 мощностью 634 кВт.
- Разбег: 869 м
- Пробег: 872 м
- Экипаж: 1-2 пилота
- Пассажировместимость: 9 человек
- Салон: 1,75 м (высота) × 1,85 м (ширина) × 4,45 м (длина)
- Базовая цена: 7 000 000 $